# 柳生俊章
柳生 俊章（やぎゅう としあきら、文化6年（1809年） - 文久2年閏8月17日（1862年10月10日））は、大和国柳生藩の第10代藩主。
第9代藩主・柳生俊豊の長男。正室は田沼意正の娘。官位は従五位下、但馬守、飛騨守。幼名は英次郎。
文政3年（1820年）11月8日、父俊豊の死去により跡を継ぐ。日光祭礼奉行、大坂青屋口御加番、半蔵口御門番などを勤めた。江戸城普請などでも功を挙げている。嘉永2年（1849年）11月14日、岳父田沼意正の次男で養嗣子の俊能に家督を譲って隠居した。嘉永5年10月7日、不行跡により謹慎を命じられる。文久2年（1862年）閏8月17日に54歳で死去した。法号は智峰紹転大機院。

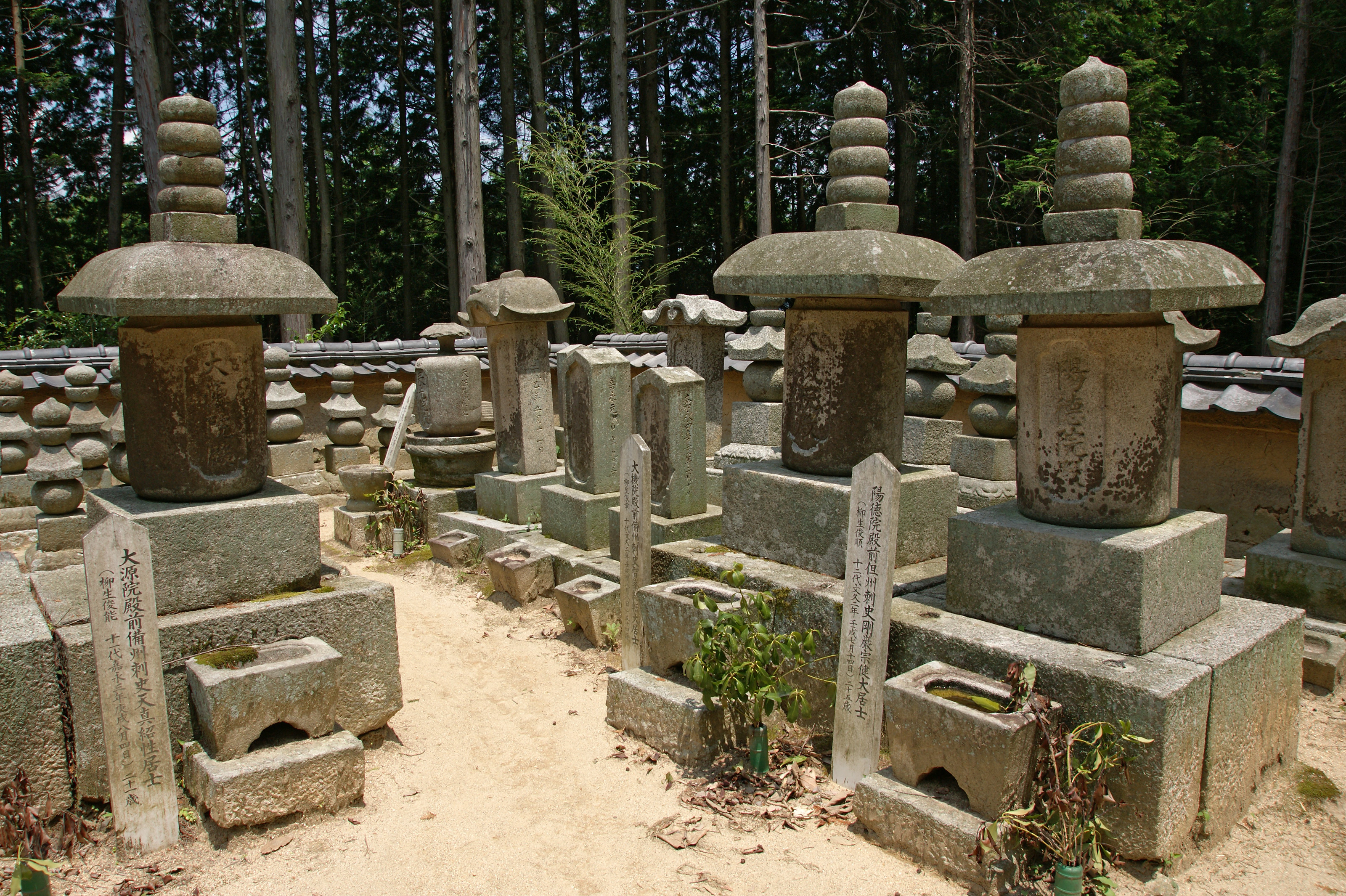
芳徳寺境内にある柳生一族の墓所。中央が俊章の墓

墓所は東京都練馬区桜台の広徳寺と奈良県奈良市柳生町の芳徳寺。